# Väster-Hansjön
Väster-Hansjön är en sjö i Kramfors kommun i Ångermanland och ingår i Ångermanälven-Gådeåns kustområde. Sjön har en area på 0,357 kvadratkilometer och ligger 144,5 meter över havet.

## Delavrinningsområde
Väster-Hansjön ingår i det delavrinningsområde (697732-159321) som SMHI kallar för Utloppet av Väster-Hansjön. Medelhöjden är 228 meter över havet och ytan är 5,62 kvadratkilometer. Det finns inga avrinningsområden uppströms utan avrinningsområdet är högsta punkten. Vattendraget som avvattnar avrinningsområdet har biflödesordning 2, vilket innebär att vattnet flödar genom totalt 2 vattendrag innan det når havet efter 24 kilometer. Avrinningsområdet består mestadels av skog (85 procent). Avrinningsområdet har 0,36 kvadratkilometer vattenytor vilket ger det en sjöprocent på 6,3 procent.